# Roodrugstekelstaart
De roodrugstekelstaart (Cranioleuca vulpina) is een zangvogel uit de familie Furnariidae (ovenvogels).

## Verspreiding en leefgebied
Deze soort komt voor in het Amazonebekken en centraal en oostelijk Brazilië en telt vier ondersoorten:
- C. v. apurensis: westelijk Venezuela.
- C. v. vulpina: van noordoostelijk Colombia tot westelijk Guyana en van noordelijk Brazilië tot noordoostelijk Bolivia.
- C. v. foxi: centraal Bolivia.
- C. v. reiseri: noordoostelijk Brazilië.

## Status
De grootte van de populatie is niet gekwantificeerd en de trend is onbekend, maar de soort heeft een erg groot verspreidingsgebied en er is geen aanleiding om te veronderstellen dat de soort bedreigd wordt in zijn voortbestaan. Op de Rode lijst van de IUCN heeft deze soort daarom de status niet bedreigd.